# Ján Čado
Ján Čado (né le 7 mai 1963 à Trstená) est un athlète slovaque représentant la Tchécoslovaquie, spécialiste du triple saut.
Son meilleur saut est de 17,34 m, obtenu en mai 1984 à Bratislava.